# Aang Kunaefi
Aang Kunaefi (5 tháng 12 năm 1922 – 12 tháng 11 năm 1999) là một sĩ quan quân đội và nhà ngoại giao người Indonesia, ông từng giữ chức Thống đốc Tây Java từ năm 1975 đến 1985 và là Đại sứ Indonesia tại Ả Rập Xê Út. Trước đây ông là chỉ huy Quân khu Siliwangi trong thời gian phục vụ trong Lục quân Indonesia.

## Tiểu sử
Kunaefi sinh ra ở Bandung vào ngày 5 tháng 12 năm 1922. Ông hoàn thành chương trình giáo dục từ trường học dành cho người bản xứ (Hollandsch-Inlandsche School) và trường sơ đẳng nâng cấp (Meer Uitgebreid Lager Onderwijs). Trước khi Indonesia tuyên bố độc lập, ông từng có thời gian lao động tại cục đường sắt thực dân. Kunaefi gia nhập Lực lượng vũ trang Indonesia trong cuộc Cách mạng Dân tộc, ban đầu hoạt động ở Tây Java với tư cách là sĩ quan tiếp tế trước khi chuyển đến Trung Java và tham gia đàn áp chống lại Đảng Cộng sản Indonesia sau Sự kiện Madiun. Sau cuộc cách mạng, ông phục vụ trong Quân khu Siliwangi và tích cực chống lại cuộc nổi loạn của người Hồi giáo Darul ở Tây Java trong thập niên 1950. Ông theo học tại Đại học Chỉ huy và Tổng tham mưu Lục quân Indonesia (Seskoad) từ năm 1955 đến năm 1957. Năm 1958, ông tham gia phái đoàn quân sự Indonesia tới Liban dưới sự quản lý của Liên Hợp Quốc. Ông tiếp tục phục vụ trong Quân khu Siliwangi cho đến những năm 1960, khi ông học tại Học viện Quân sự Frunze từ năm 1964 đến năm 1966 và giảng dạy tại Seskoad từ năm 1966 đến năm 1970. Ông sau đó được bổ nhiệm chức vụ tham mưu trưởng của Quân khu Iskandar Muda ở Aceh, rồi thăng chức trở thành chỉ huy Quân khu Siliwangi vào năm 1974.
Ngày 16 tháng 1 năm 1975, Kunaefi được bổ nhiệm chức vụ thống đốc Tây Java. Tháng 5 năm 1976, Kunaefi và Thống đốc Jakarta Ali Sadikin thành lập một ủy ban phối hợp cả hai tỉnh trong việc phát triển Vùng đô thị Jakarta. Để đối phó với những tranh cãi xung quanh vũ điệu Jaipongan mới được phát minh lúc đó, bị một bộ phận trong xã hội người Sunda coi là quá khiêu dâm, Kunaefi đã cấm vũ điệu này biểu diễn tại các sự kiện chính thức do cơ quan của ông tổ chức hoặc tại tòa nhà thống đốc.:462 Ông nhậm chức nhiệm kỳ thứ hai vào ngày 17 tháng 5 năm 1980.
Năm 1985, sau nhiệm kỳ thống đốc Kunaefi được bổ nhiệm vị trí Đại sứ Indonesia tại Ả Rập Xê Út, Oman và Yemen. Trong khi là đại sứ, Kunaefi đề xuất giảm số lượng lao động phổ thông Indonesia được gửi đến Ả Rập Xê Út. Ông cũng là ủy viên hội đồng của Indocement và Indofood.
Ông qua đời ngày 12 tháng 11 năm 1999.